# Utbildning i Sverige

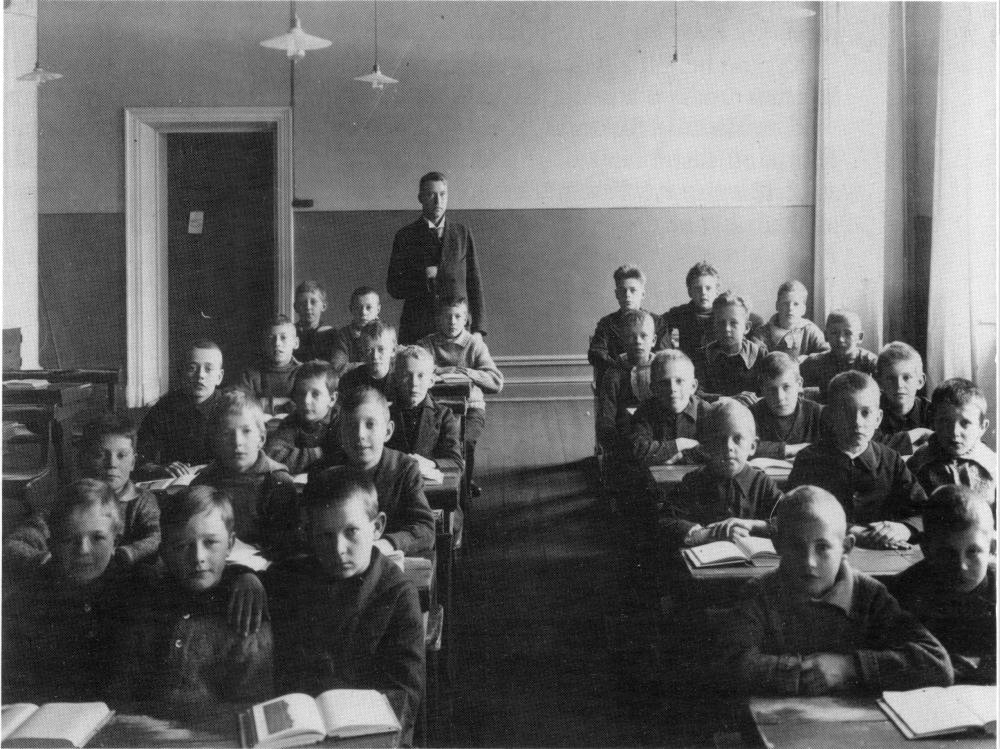
Fotografi från ett klassrum 1922 vid en pojkskola i Norrköping.

Utbildning i Sverige är obligatorisk och kostnadsfri för alla barn i åldrarna 6–16 år. Läsåret i Sverige löper normalt från slutet av augusti till början/mitten av juni. Jullovet från mitten av december till början av januari delar upp det svenska läsåret i två terminer; "höstterminen" och "vårterminen". (Ht, Vt). Den formella utbildningen i Sverige sker på grundskola, gymnasium och vid högskola. Vid sidan av den kommunala utbildningen, kan utbildningen ges av privatskolor eller friskolor. Därtill finns andra utbildningsinstitutioner, som folkhögskola, bildningsförbund, olika privata utbildningsföretag, med mera. Formell utbildning har förekommit på grundnivå i Sverige sedan 1200-talet, på gymnasienivå sedan 1600-talet och akademisk utbildning sedan Uppsala universitet grundades 1477. Politiskt sorteras utbildningsfrågor under utbildningsdepartementet.

## Historia

### Medeltiden

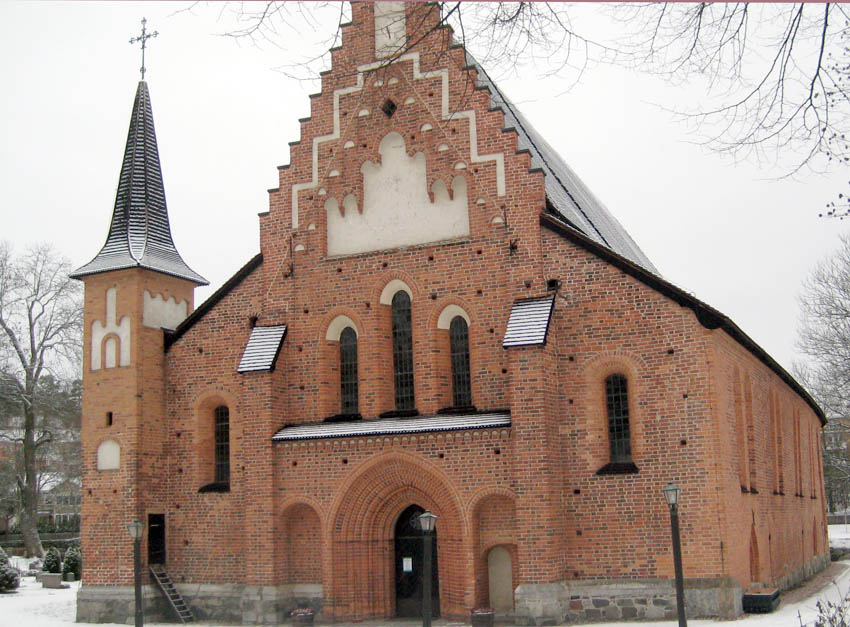
Den första klosterskolan torde ha anlagts i Sigtuna, dit dominikanerna ankom 1237. På bilden Mariakyrkan, dominikanernas kyrka i Sigtuna, uppförd på 1200-talet. Klosterbyggnaderna är rivna.

Det medeltida utbildningsväsendet var likadant i hela Europa. Om man bortser från Skåne, som sedan 1085 haft skola i Lunds domkyrka men som då tillhörde Danmark, har det svenska utbildningsväsendet sitt ursprung på 1200-talet, då utbildning bedrevs av tre instanser: domkapitlen, klostren, och städerna. Genom påvligt beslut 1215 förbands domkapitlen att ha domkyrkoskolor, där blivande präster skulle undervisas gratis. Det första omnämnandet av domkyrkoskola är från mitten av 1200-talet och Linköping. Dominikanorden grundade den första klosterskolan i Sverige år 1237; eftersom ordensreglerna stipulerar att varje kloster ska förestå en skola kan detta fastslås. Klosterskolorna gav högre utbildning än domkyrkoskolorna, främst i teologi. Även franciskanorden bedrev utbildning vid deras svenska kloster från 1200-talet. Döttrar i de högre stånden utbildades av nunnor eller av privata "tuktomästarinnor". Klosterskolor, för flickor och pojkar, uppstod för att utbilda blivande nunnor och munkar. Barnen antogs till dessa skolor vid sju års ålder och förväntades sedan avlägga klosterlöften.
Likaså den äldsta kända stadsskolan för borgare är från detta århundrade. Den fanns i Visby, och fick påvlig tillåtelse den 6 juli 1225 att i Sankt Jakobskyrkan "undervisa lärjungar av vilken nation som helst". Vid de stadsskolor som uppstod utsågs lärare av påvens utsända eller av stadens myndigheter; dock hade Kyrkan den yttersta makten över dessa. Från 1400-talet övertog emellertid borgarna dessa skolor, efter en maktkamp om undervisningen av borgarnas barn. Vid stadsskolorna utbildades borgarna i läsning, skrivning, räkning, kristendom, samt latin, så att de skulle kunna bedriva handel. Skråväsendet hade ett lärlingssystem, där nya generationer lärde sig hantverk av äldre.

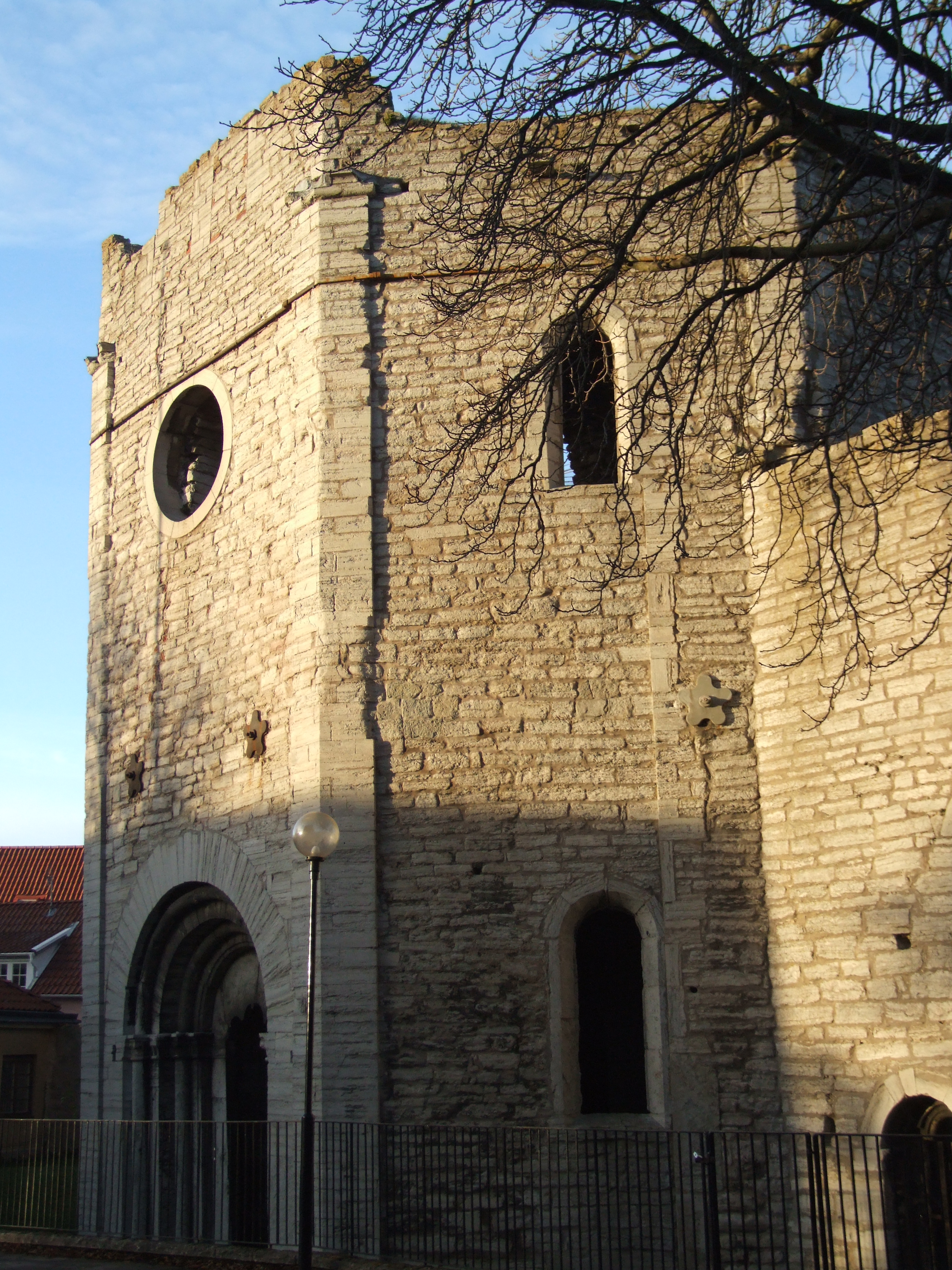
Sveriges första stadsskola fanns i Sankt Jakobskyrkan i Visby. Den grundades 1225.

Det ankom framför allt dem som skulle tillhöra de högre stånden att få utbildning; allmogen undervisades muntligt av prästen. En bonde skulle minimalt kunna trons artiklar, Fader vår och Ave Maria på svenska, vilket föräldrar eller faddrar förväntades lära ut. Predikningar skedde ibland på svenska.
Om utbildningen av medeltidens adel i Sverige finns knapphändiga uppgifter. Många adelsmän på kontinenten kunde inte läsa eller skriva, och högadeln anställde därför sekreterare från prästerskapet. På den europeiska kontinenten uppstod traditionen att förse adliga söner i sjuårsåldern med informator, som skulle lära dem sju ridderliga konster, adliga motsvarigheter till de sju fria konsterna, däribland simning, fäktning, ridning, dans, schackspel och versskrivning. Döttrar, som oftare än sönerna blev skrivkunniga, lärde sig handarbete, sång, strängspel och dans. Hur det såg ut för Sverige vidkommande finns få anvisningar om. Från 1200-talet började den franska adeln bli normgivande för övriga länder, och franska informatorer blev högsta mode. Ibland sändes adliga barn till klostren, även utan avsikt att de skulle inträda i kyrkan; annars försåg prästen adeln med religiös undervisning. I Konungastyrelsen från 1300-talet avkrävs skrivkunnighet av kungar och hövdingar.
Den formella utbildningen, som i synnerhet kyrkans folk skaffade sig, gynnades av flera generösa privatdonationer, som Andreas Ands donation av Studentholmen (tidigare Fyrisholmen) i Uppsala 1316, men för att bekosta sin utbildning krävdes ofta så kallad sockengång, en sed som tyder på att eleverna vid klostren och domkyrkorna var fattiga. Innan Sverige fick ett universitet, fick de elever som prästerna, dominikanerna och franciskanerna fann dugliga studera utomlands, vilket denna epok huvudsakligen skedde vid deras respektive studia generalia i Paris och Köln. Detta tillkom dem som skulle ta högre tjänst i kyrkan eller staten, och bekostades av kyrkan eller klostren. Uppsala universitet bildades 1477, men förde en tynande tillvaro, och dess verksamhet blev effektiv först vid 1600-talet.

### Reformationstiden
Reformationen innebar att klostren stängdes, och därmed försvann inledningsvis möjligheten till högre utbildning. Gustav Vasa övertog driften av sju domkyrkoskolor och elva stadsskolor, och grundade nya. Intresset för utbildning saknades hos folket, och såväl Gustav Vasa som ärkebiskop Laurentius Petri försökte på olika sätt stimulera till att fler lät sina barn studera. Uppsala universitet var nedlagd under 1500-talet. I och med förstatligandet av skolorna blev den världsliga ämbetsmannautbildningen vanligare än förr. I och med nationaliseringen fick Sverige sin första nationella skollag, 1571, vilket är en del av kyrkoordningen från samma år.
Reformationens pedagogik var påverkad av humanismen, varmed undervisning i kristendom varvades med klassisk litteratur, till exempel Vergilius. Universitetsutbildning kunde bara bedrivas vid protestantiska universitet, främst i Rostock, Greifswald och Wittenberg. Under 1500-talet studerade omkring 500 svenskar där.
Luthers lilla katekes hade till syfte att utbilda allmogen i "den rätta evangeliska läran", och bidrog till protestanternas vilja att skapa en folkskola som lärde hela folket att läsa. Katekesen var minimikunskaper för allmogen.

### 1600-talet
Genom beslut vid riksdagen i Örebro 1610 fick Petrus Kenicius, Laurentius Paulinus Gothus och Johannes Rudbeckius i uppdrag att skriva en ny skolordning. I denna formaliserades utbildningsväsendet, som skulle utgöras av åttaåriga provincialskolor (stadsskolor för borgare) och tolvåriga katedralskolor, med fyra respektive sex klasser å två år var. Varje läroverk skulle ha en rektor, konrektor, teologie lektor, samt en kollega per de första tre klasserna. De humanistiska influenserna i pedagogiken tilltog 1611, under påverkan av Petrus Ramus teorier.
Johan Skytte grundade flera skolor och reformerade på flera sätt det svenska utbildningsväsendet. I Lycksele grundade han 1631 en skola för samer, och vid sina gods inrättade han barnskolor där även flickor fick gå. Sådana barnskolor kallades "pedagogier", medan ordet "skola" avsåg stadier efter att barnen lärt sig läsa och skriva. Det var i första hand mindre bemedlade barn som gick i pedagogierna, även flickor. Den första barnskolan grundades 1629 av Carl Carlsson Gyllenhielm, och Johannes Rudbeckius grundade en barnskola för flickor 1632. Sådana skolor var som regel kortlivade, och därtill sällsynta, trots att Gustav II Adolf belade föräldrar i Jönköping med böter och kroppsstraff om barnen inte lärde sig läsa, och den 16-åring som inte ägde erforderliga kunskaper fick sin arvsrätt beskuren till en tredjedel. Grundutbildning för barn gavs annars av föräldrar, eller, när föräldrarna hade råd, av privata uppfostrare och informatorer. Laurentius Paulinus Gothus beslutade 1618 att församlingarnas klockare skulle undervisa barn från allmogen i de grundläggande kunskaperna, och för att testa församlingens kunskaper började han med husförhör.

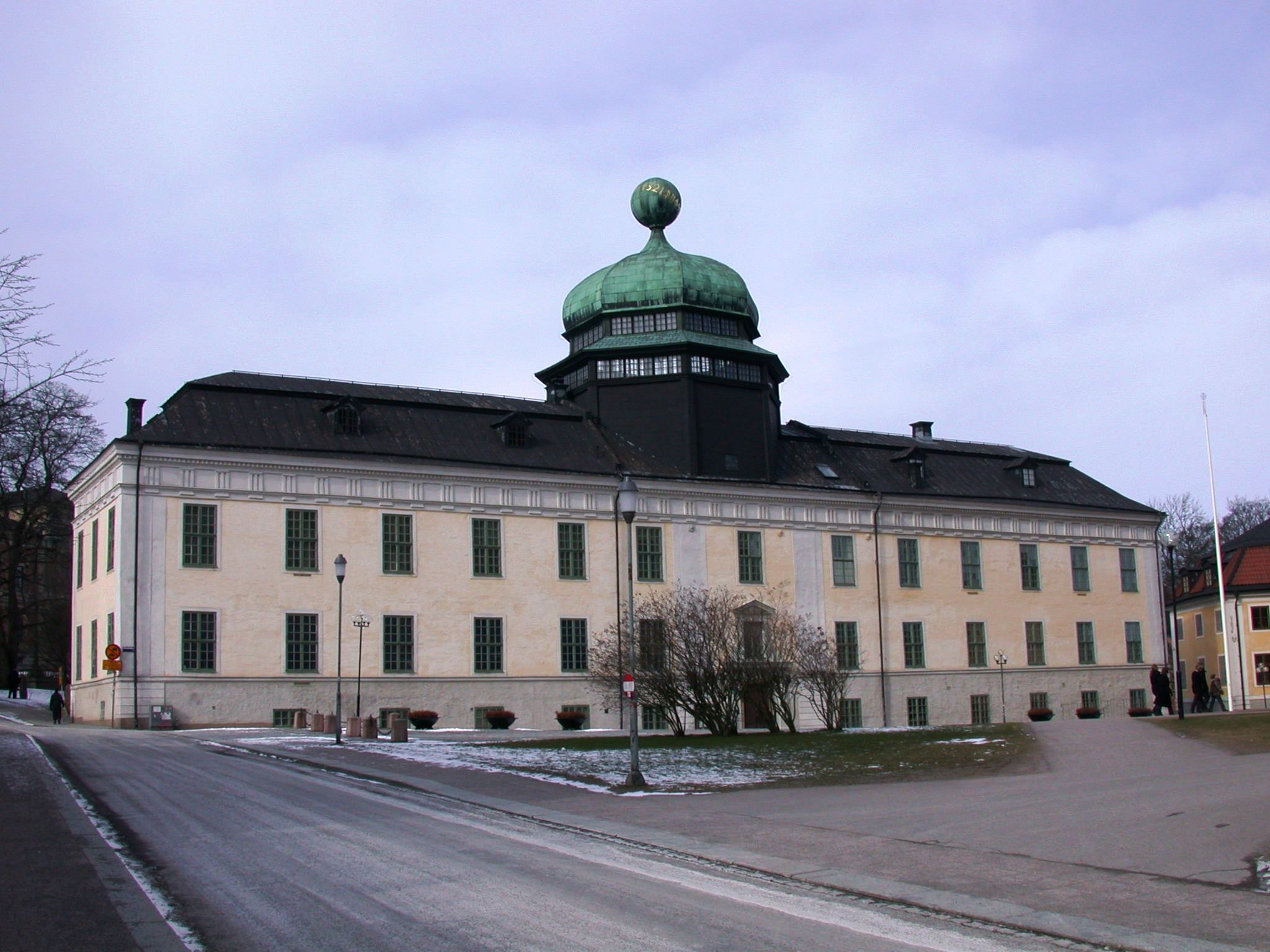
Verksamheten vid Uppsala universitet kom igång på 1600-talet. Gustavianum uppfördes samma århundrade.

Uppsala universitet återupptog sin verksamhet på 1600-talet. De första åren hade det 50 studenter, 1626 inskrevs drygt 300 studenter, och sammanlagt studerade omkring 1000 personer där på 1630-talet. Nya universitet grundades i svenska Dorpat, Åbo och Lund. Många fortsatte dock studera vid de tyska universiteten. 1626 hade universitetet i Uppsala 19 professorer. Med konstitutionen av 1655 och Magnus De la Gardie anpassades universitetet till de adliga studenternas önskemål, och av den anledningen infördes statsunderstödda så kallade exercitieinstitutioner. Universiteten var fram till 1700-talet självförsörjande.
Johannes Rudbeckius grundade 1623 Sveriges första gymnasium i Västerås; gymnasieskolorna som de närmaste åren grundades i Sverige kom att skifta innehållsmässigt beroende på respektive biskops uppfattning om utbildning. 1628 standardiserades urbildningsnivåerna i trivialskola och gymnasium; vid gymnasierna fanns två teologer, samt lektorer i fysik, politik och svensk rätt, matematik (inbegripet historia), grekiska och hebreiska. I anslutning till gymnasiet i Västerås inrättade Rudbeckius ett prästseminarium. Det förekom nästan aldrig att adliga barn studerade vid dessa gymnasier. I Stockholm fanns 1626–1629 en adelsskola, Collegium illustre, i likhet med riddarakademierna i kontinental tradition, men en pest och trettioåriga kriget gjorde skolan om intet.
Gustav II Adolf krävde till form och innehåll en sekularisering av utbildningen och framlade det första förslaget om en profan tillsynsmyndighet över den. Kyrkans makt över undervisningen i Sverige på alla nivåer var dock ytterst stark till 1800-talet, då den började avta. På grund av skiljaktigheter mellan Johannes Rudbeckius och Axel Oxenstierna om kyrkans roll i utbildningen, utarbetade dåvarande professor Laurentius Stigzelius, under påverkan av Comenius och drottning Kristina, 1649 års skolordning, ett verk i humanismens anda. Utbildningen indelades i olika kunskapsstadier, i trivialskola (fyra år), gymnasium (fyra år) och akademier, och skolklasserna blev ettåriga. Latinläroverket räknade sitt ursprung från denna skolordning. Trivialskolan hade en särskild parallellklass, räkneklassen (senare kallad "apologistklass"), för de borgarbarn som inte tänkte sig till högre studier, och som är ursprunget till realläroverket. Svenska språket betraktades inte som ett självständigt ämne, men skolordningen förordar att skolorna ska uppmuntra till ett riksspråkligt uttal i hela landet. Denna skolordning gällde till 1693, då en ny antogs som i högre grad betonar kristendomskunskap i stället för klassisk humanism, med obligatorisk hebreiska och grekiska. För tillträde till universitetet krävdes att gymnasisterna skulle examineras både vid gymnasiet och vid universitetet.
Som en direkt följd av att Sveriges gränser vidgades under 1600-talet, började staten driva skolor i vissa landskap, framför allt Dalarna och Skåne. De dansktalande barnen i Skåne fick svenska ABC-böcker, och läskunnigheten ökade följaktligen drastiskt.
Trolldomshysterin i Dalarna ledde till att Gustaf Duwall anbefallde uppförandet av skolor för att få bukt med vidskepelserna som resulterade i häxerianklagelserna.

### 1700-talet
1723 blev det lag på att föräldrar skulle lära sina barn att läsa. Hur de ombesörjde detta tog inte lagen hänsyn till; när de själva var analfabeter eller annars saknade möjlighet, fick barnen gå till en skolmästare eller till klockaren. Underlåtelse straffades med 2 daler silvermynt.
Som motvärn mot den annalkande frihetstiden ökade prästernas inflytande på undervisningen, vilket kulminerade i 1724 års skolordning, som skulle gälla till 1807. I denna har straffbestämmelserna blivit hårdare: de elever som begick svåra förseelser sattes i stocken och fick risstraff. Svenska språkets ställning förbättrades med denna skolordning, och det krävdes att eleverna kunde läsa modersmålet för att få tillträde till trivialskolan. Särskild vikt lades vid kunskaper om kartor och geografi.
Carl von Linné och andra förkämpar för frihetstidens anda förändrade utbildningsväsendet, bland annat genom instiftandet av Vetenskapsakademien, instiftandet av professurer i ekonomi, samt med emfas vid naturvetenskapen. Dessa krafter låg också bakom att regeringen tillsatte en uppfostringskommission 1745, det första i en lång rad försök att reformera det svenska utbildningsväsendet. I anslutning till den nya frihetsandan blev pedagogiken ett hett ämne, med namn som till exempel Johan Browallius, Anders Schönberg d.y., och John Fredrik Kryger; framför allt diskuterades huruvida skolan skulle göra ett urval av särskilt begåvade elever (en uppfattning som inte var förenlig med ståndssamhällets organisation), krav på mer konkreta ämnen på lägre stadier och för borgare, samt förslag på obligatorisk och gemensam grundskola.
Borgarflickor fick gå i pensionsanstalter i städerna, där de bland annat undervisades i franska och sömnad; en undervisning som bedrevs i form av internat eller "mamsellskola" vilken förekom från 1700-talet till långt in på 1800-talet. Dessa anstalter betraktades inte som skolor eftersom de inte var indelade i skolklasser; den första flickskolan grundades 1787 av Evangeliska Brödraförsamlingen i Göteborg, Societetsskolan.

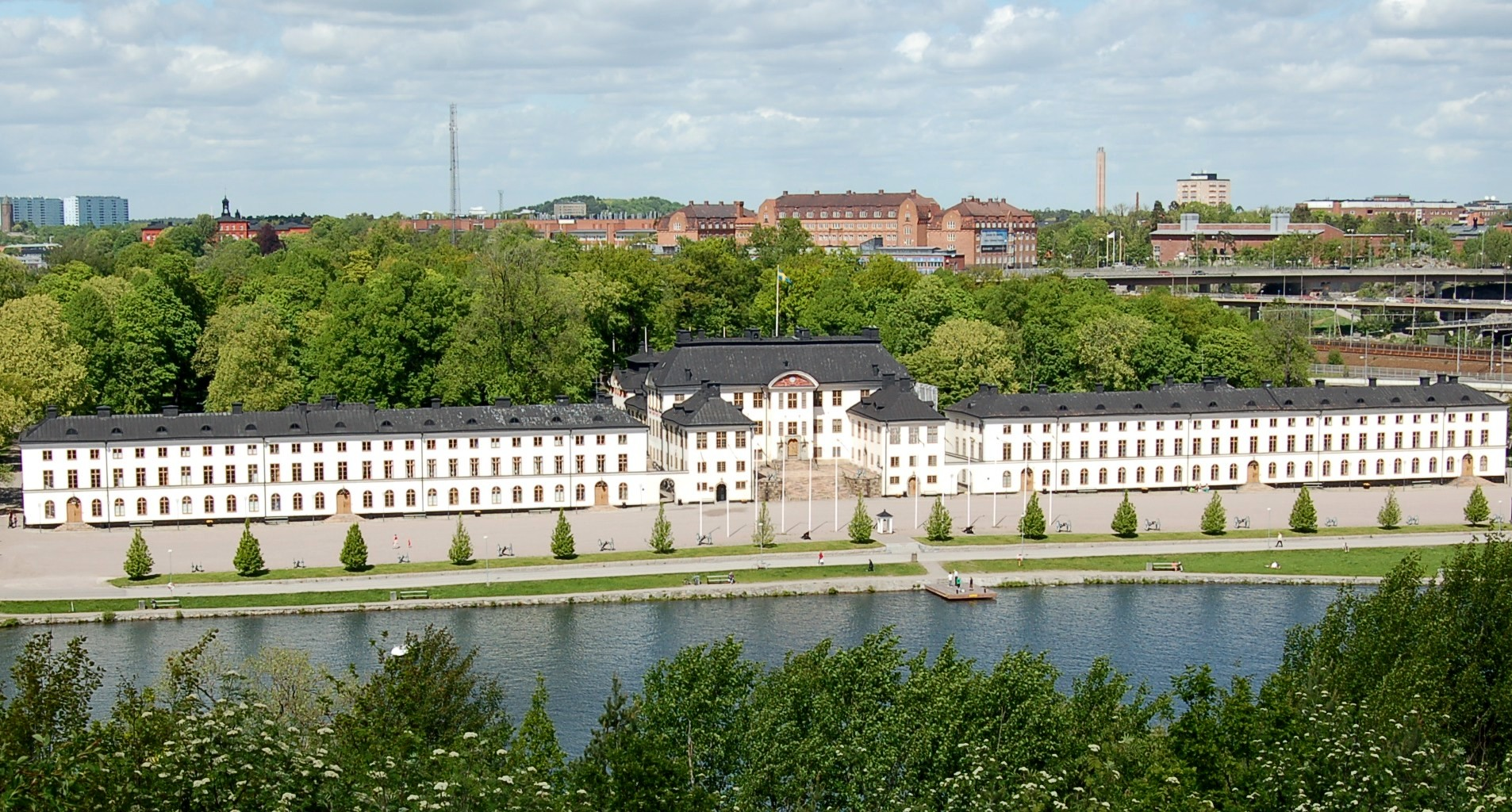
Högre militärer, som värvades från adeln, utbildades vid Karlbergs akademi i Karlbergs slott. Akademin grundades 1792.

Under intryck från Tyskland, grundades 1767 Sveriges första realskola av hovpredikanten Natanael Thenstedt i Stockholm; denna fanns dock bara till 1777. 1785 grundades landets första handelsläroverk för kommande generationer borgare, i Veinge socken i Halland av det tyske kommerserådet Friedrich Christopher Wurmb. Den lades ner vid Wurmbs död 1788, men influerade Peter Brändström till grundandet av Gävle elementarskola.
Vid sidan av den statliga undervisningen, var privatlärare mycket vanligt; i synnerhet gällde detta utbildningen av de adliga barnen. År 1749 var 4249 barn inskrivna vid statliga skolor. Av dessa tillhörde 31 adeln, 631 prästståndet, 1019 bondeståndet, och 1727 var barn till betjänter, arbetare och dagakarlar. Dessa skolor har ansetts ha bidragit till ståndscirkulationen. 1792 grundades Karlbergs krigsakademi, dit huvudsakligen adliga barn ägde tillträde.
Sedan konfirmationen avskaffats vid reformationen, började enskilda stift på 1700-talet åter kräva att ungdomarna gick i konfirmationsskola varje söndag för att få ta sin första nattvard. 1811 lagstadgades denna kyrkliga handling.

### Förändringar under 1800-talet
Latinet försvann som utbildningens lingua franca vid ingången till 1800-talet, och ersattes av tyskan och franskan; det levde dock kvar i de humanistiska ämnena så att de klassiska texterna även fortsättningsvis skulle kunna studeras. Efter en statlig utredning, av Kanslersgillet (1801–1809), tillkom 1807 års skolordning, som tog fasta på det nyväckta intresset för de moderna språken. De stora statsomvälvningarna 1809 fick inverkan också på utbildningen, i och med att de demokratiska och nationalistiska idéerna vann terräng; nationalismen förutsatte att nationen var medveten om sin tänkta samhörighet.

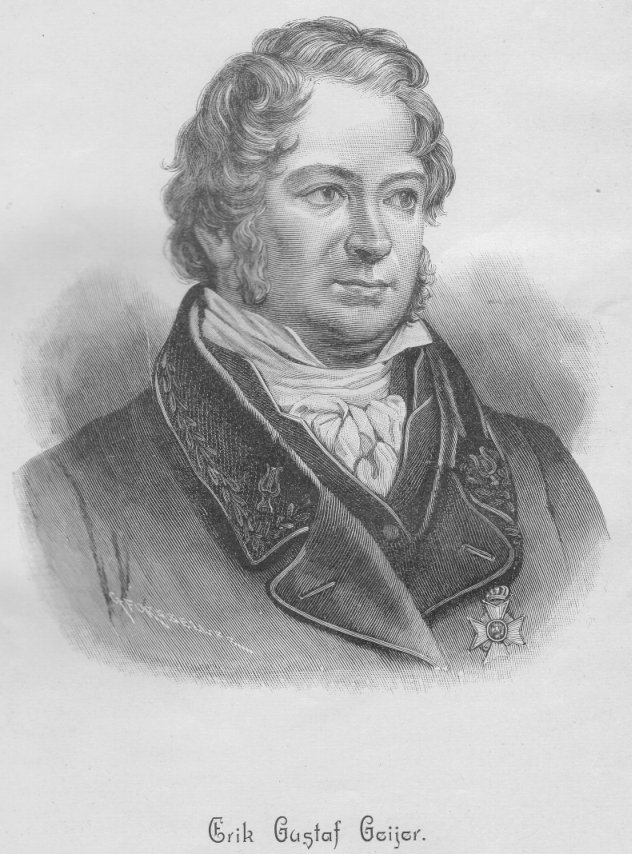
Erik Gustaf Geijer var en av 1800-talets stora pedagoger.

Efter livliga pedagogiska debatter, med namn som Karl Ulrik Broocman, Erik Gustaf Geijer och Jakob Adlerbeth, framkom 1820 års skolordning. Trivialskolan ersattes av lärdomsskolan, och gymnasiet fick mera prägel av latinläroverk med hebreiska som obligatorisk kunskap. Skolordningen kritiserades häftigt, framför allt av Anders Fryxell, för dess tyngdpunkt på latin på bekostnad av "den medborgerliga bildningen". Andra kritiserade Karlsberg såsom en klasskola. Allt detta missnöje ledde till 1825 års undervisningskommitté där liberala och konservativa pedagoger diskuterade utbildningens framtid. Bland kommitténs konkreta resultat är grundandet av Nya elementarskolan, införandet av gymnastik och kemi, och de av C.J.L. Almqvist författade läroböckerna Svensk språklära, Svensk rättsstavningslära, med fler titlar, de första av sina slag, vilka länge användes och som fungerade standardiserande.
I 1724 års skolordning anmodades skolorna att förse elever vid trivialskolan med en pulpet, men ännu på 1830-talet hade detta inte blivit allmänt. Vid de skolor som saknade pulpeter fick barnen, som satt på långbänkar, skriva på golvet. Klassrum förekom inte under 1800-talet. Elever som bodde på annan ort fick bo inackorderade samman med andra barn. En typisk skoldag började klockan halv sju, med morgonbön, fortsatte med att eleverna fick elda i skolsalen, och slutade klockan fem.

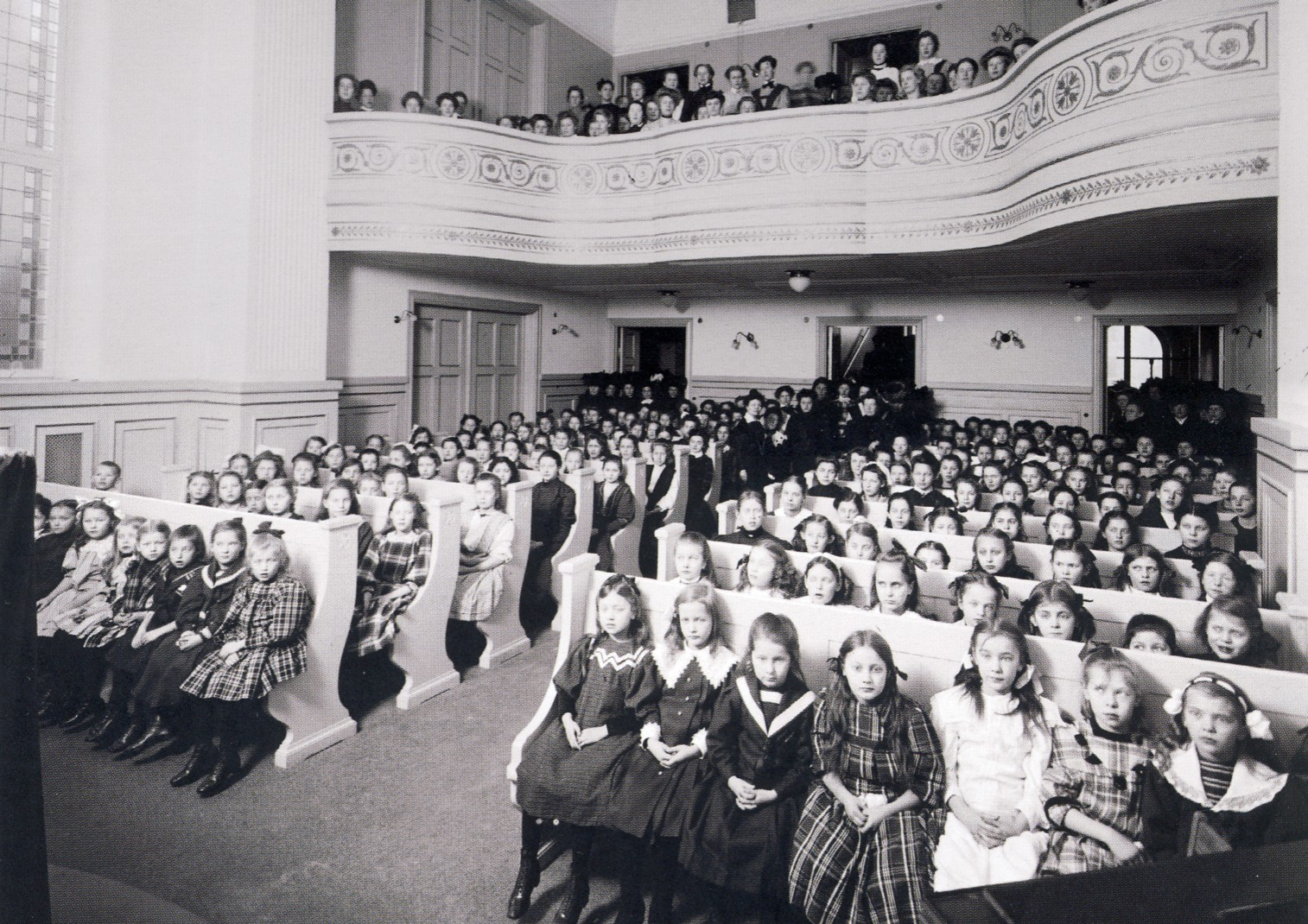
Bönesalen i Wallinska flickskolan 1908, Sveriges första gymnasium för flickor.

Högre skolor för flickor blev vanligare under 1800-talet, med Fruntimmersföreningens flickskola i Göteborg (bildad 1815) för fattiga flickor, Wallinska flickskolan i Stockholm (1831) och Zanderska flickpensionen (1855). Wallinska flickskolan som genom tillstånd att ge studentexamen 1874 blev landets första gymnasieskola för flickor. Åhlinska flickskolan i Stockholm, grundad av den 17-åriga Karin Åhlin 1847, blev landets tredje gymnasieskola för flickor 1894. Statens högre lärarinneseminarium bildades 1861. 
Samskolor, för flickor och pojkar, uppkom under slutet av 1800-talet. Skandinaviens första sådana grundades av Edvard Palmgren 1876, Palmgrenska samskolan. Framträdande pedagoger från århundradet är Anna Sandström och Anna Whitlock.
1800-talet såg uppkomsten av korrespondensundervisning, vilket ersatte privatundervisningen eller var alternativ till att gå på realskolan eller gymnasiet, med Hermods Korrespondensinstitut, NKI-skolan, och Brevskolan. Med Otto Salomons slöjdlärarseminarium, grundat 1874, blev slöjd ett obligatoriskt skolämne.

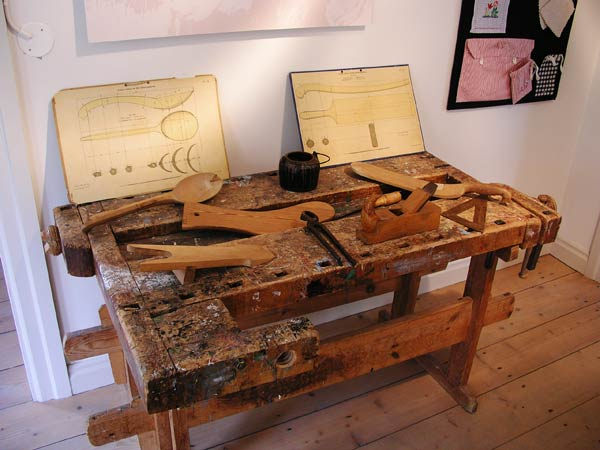
Slöjd blev ett skolämne mot slutet av 1800-talet, något som Sverige profilerade sig internationellt med. På bilden en slöjdbänk, skolmuseet, Gamla Linköping.

En nyhet på 1800-talet av organisatorisk betydelse var införandet av en skolinspektion, folkskoleinspektionen, vilken Torsten Rudenschöld var fadern till; han införde också klassundervisningen. F.F. Carlson avskaffade växelundervisningen med cirkuläret av 1864, och folkskolefrågor fick en särskild byrå i regeringen. Av vikt för den nationella samordningen av undervisningen var Artur Hazelius Folkskolans läsebok (1869). Den första egentliga läroplanen kom 1878.
Den numera fastslagna indelningen av den formella utbildningen i grundskola, gymnasieskola och högskola, började få sina former under 1800-talet (se nedan).

### Den allmänna folkskolan
Idén om en obligatorisk och kostnadsfri grundskola går långt tillbaka, men realiserades först på 1800-talet, efter livliga debatter med företrädare som Geijer, Tegnér, Silfverstolpe, Sahlström, och prins, sedermera kung, Oscar. Vid ingången till 1900-talet dominerades den pedagogiska debatten av Ellen Key, positivismen, och folkrörelser.

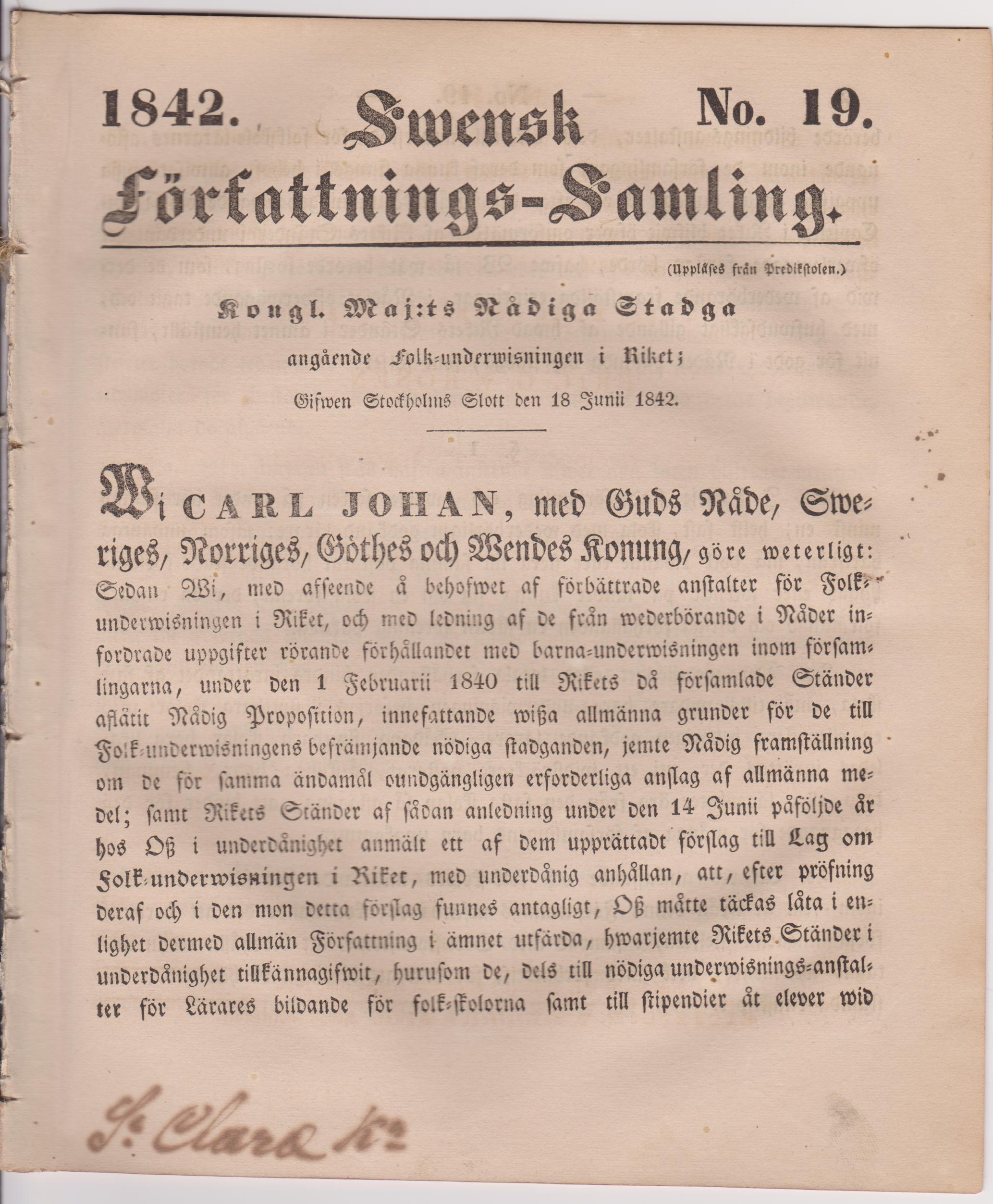
Den svenska Folkskolestadgan från 1842.

1842 beslutade Sveriges riksdag att introducera en då fyra år lång skola med grundläggande utbildning i Sverige, folkskola. Folkskolan förekom i olika former: fasta och flyttande, samt hel- och halvtidsläsande. De flyttande skolorna, som innebar att läraren olika dagar undervisade i olika delar av trakten, förekom länge i Norrland. Halvtidsläsande klasser förekom framför allt i västra Sverige.
Eftersom läroverken fanns kvar rådde under efter 1842 huvudsakligen det som kallas parallellskolesystem, vilket innebar att olika samhällsgrupper fick olika utbildning: de lägre sociala skikten lärde sig läsa och skriva på svenska och enklare matematik samt kristendomskunskap i folkskolan, medan de högre samhällsklasserna var förbehållna högre utbildning i naturvetenskap och främmande språk i det högre allmänna läroverken.
1858 infördes två första skolåren i folkskolan, småskolan, där grundläggande kunskaper skulle läras ut. 1882 tillkom två nya skolår i folkskolan, och folkskolan blev 6-årig. På vissa orter fanns även sjunde och åttonde klass, fortsättningsskola. Fridtjuv Berg lanserade tanken på en enhetsskola, gemensam för barn från alla samhällsklasser, under slutet av 1800-talet, och ett första steg dit skedde med läroverksstadgan 1905 som avkrävde en sådan utbildning för tillträde till läroverket.
Folkskolan blev obligatoriskt 7-årig i Sverige 1936 och 8-årig på 1950-talet. Sedan 1972 går svenska barn obligatoriskt 9 år i skola, från augusti det kalenderår barnet fyller 7 år till juni det år barnet fyller 16 år.

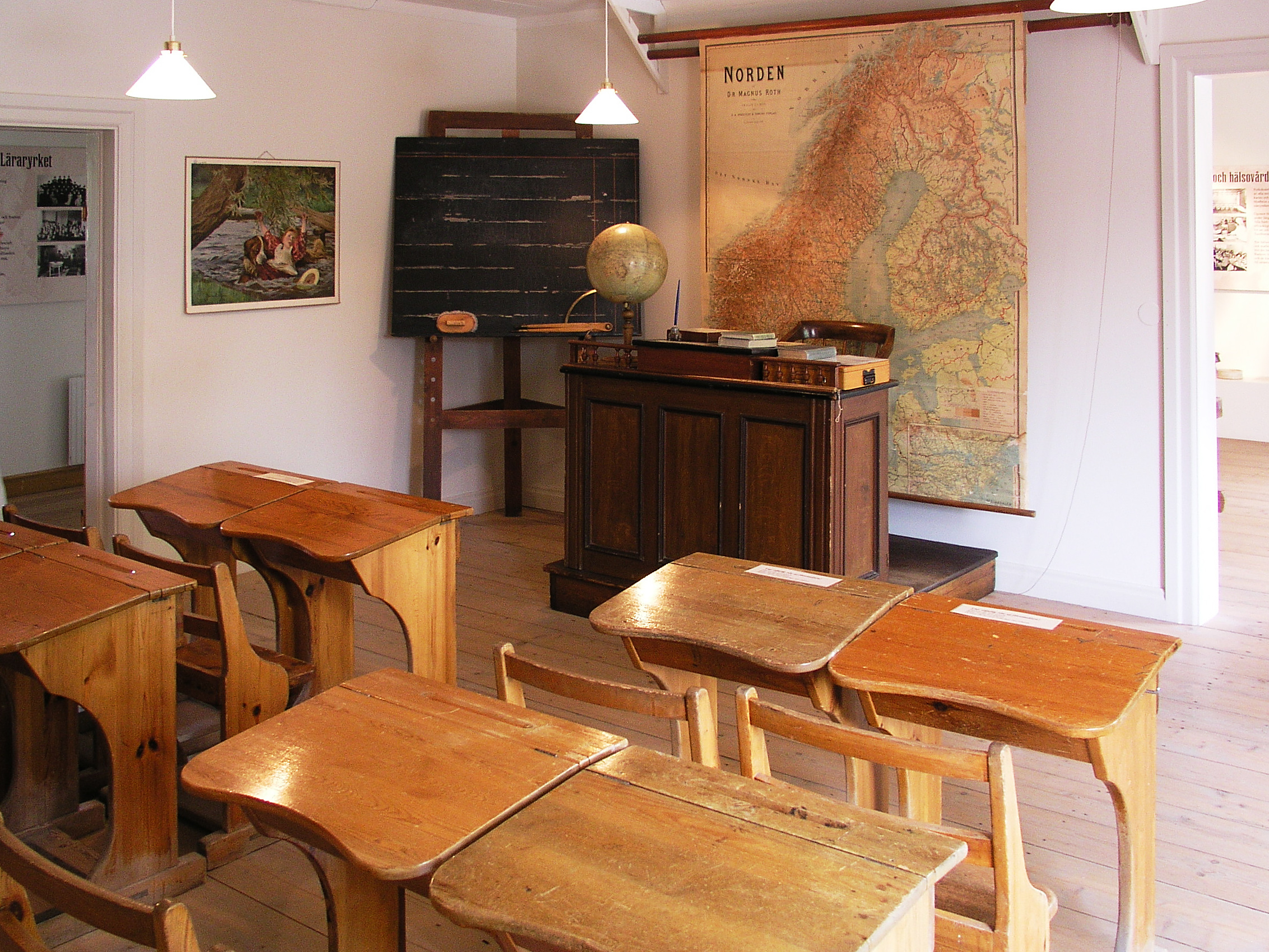
Skolsal från början av 1900-talet, Gamla Linköping.

Läsåret 1949/1950, introducerade några skolor i Sverige ett experiment med en 9-årig skolform kallad enhetsskola. Enhetsskolan hade tre stadier. årskurs 1, 2 och 3 var "lågstadium". årskurs 4, 5 och 6 var "mellanstadium" medan årskurs 7, 8 och 9 var "högstadium". I dessa skoldistrikt var det småskolan som blev lågstadium, den egentliga folkskolan som blev mellanstadium och realskolan som blev högstadium. Den 26 maj 1950 beslöt Sveriges riksdag att introducera enhetsskola i Sverige. Enhetsskolan bytte namn till försöksskola 1958 och till grundskola 1962. Kring 1972 var grundskolan introducerade i alla delar av Sverige, och parallellskolesystemet med folkskolan och högre allmänna läroverket avskaffat. Från läsåret 1994/1995 avskaffades grundskolans stadieindelning.
Förskolor startade i privat regi i Sverige i mitten av 1800-talet i mycket liten skala. Från 1944 fick förskolor och daghem statsbidrag. Från 1976 fick alla 6-åringar rätt till allmän förskola 525 timmar (15 timmar i veckan). Under 1990-talet gjordes flera reformer inom förskoleområdet, vilket innebär att de allra flesta barn börjar i förskolan i Sverige vid tidig ålder. 1998 introducerades förskoleklass, en skolform för barn i 6-årsåldern, i Sverige. Förskoleklass hette på den tiden namn som "Årskurs 0" eller "6-årsgrupp". Förskoleklass är, med 2008 års förhållanden, inte obligatoriskt i Sverige, men kommunerna är skyldiga att bereda alla barn plats. 15 november 2017 tog Riksdagen beslut om att förskoleklass blir obligatorisk. Skolplikten ska gälla från och med det år barnet fyller sex år. I och med det blir förskoleklass obligatoriskt för alla barn i Sverige och alla måste gå i skolan i minst tio år. Förskoleklassens verksamhet kommer även i fortsättningen att ha samma syfte och innehåll som i dag. Ändringen börjar gälla den 1 januari 2018, men den första årskullen det gäller för är de som börjar höstterminen 2018.
Staten övertog successivt finansieringen av folkskolorna under de första årtiondena på 1900-talet.

### Gymnasieutbildning
I 1856 års läroverksstadga skapades två olika gymnasielinjer: latinlinjen och reallinjen. En tredje linje infördes av Gunnar Wennerberg 1878: halvklassisk linje. Studentexamen infördes 1862; tidigare hade gymnasisterna tvingats avlägga prov vid universiteten för att ta examen. Antalet elever som hoppade av var mycket stort. Harald Dahlgren uppgav år 1897 att 74 procent av de inskrivna vid läroverken aldrig tog någon examen. Av den anledningen bildades med 1905 års läroverksstadga en särskild realskola, där realskoleexamen kunde ske efter sex år. Realskolan knöts 1927 till folkskolan, genom att det beslutades att den skulle fortsätta folkskolans fjärde eller sjätte år; samtidigt beslutades om inrättandet av kommunala flickskolor. Utbildningen kostade pengar, därför kom de flesta elever från familjer med mycket pengar. Begåvade elever vars föräldrar inte hade råd att betala kunde dock få friplats i läroverken.
Med 1933 års stadga beslutade Arthur Engberg att franska skulle vara obligatorisk på latingymnasiet och engelska på realgymnasiet. 1937 infördes praktiska yrkesutbildningar vid läroverken, såsom handelslinjer, tekniska linjer och hushållslinjer.
1971 antogs en ny läroplan, Lgy 70, och skolformerna fackskola, gymnasium och yrkesskola slogs samman för att bilda en ny skolform, gymnasieskola.

### Svenska högskolan sedan 1800-talet
Staten började överta finansieringen, och därmed makten, över universiteten på 1800-talet. På 1800-talet fanns två universitet, i Uppsala och Lund. Dessas verksamheter samordnades för första gången med universitetsstatuterna av år 1852, varigenom universitetens jurisdiktionsrätt fråntogs dem och överfördes på staten. Kvinnor medgavs universitetsutbildning 1873: Ellen Fries blev den första kvinnliga doktorn, i historia, år 1883.
Karolinska institutet bildades 1810, gavs 1861 rätt att ge med.lic. och 1906 rätt att ge doktorsgraden. Flera högskolor bildades under 1800-talet: Stockholms högskola, Göteborgs högskola, Chalmers, och KTH. Under de första åren på 1900-talet bildades handelshögskolor, lantbrukshögskolor och Krigshögskolan.

## Den formella utbildningen
| Utbildningsnivå                                                                  | Skola                                         | Skola                                         | Årskurser | Årskurser |
| -------------------------------------------------------------------------------- | --------------------------------------------- | --------------------------------------------- | --------- | --------- |
| Förskoleverksamheten Förskola                                                    | Förskolan Förskola År 1-6                     | Förskolan Förskola År 1-6                     |           |           |
| Förskoleklass Förskoleklass (förskola)                                           | Förskoleklass År 6-7                          | Förskoleklass År 6-7                          | Årskurs F | Årskurs F |
| Grundskoleutbildning Primärskola                                                 | Grundskola Grundskolan År 7-16 (obligatorisk) | Grundskola Grundskolan År 7-16 (obligatorisk) | 1:an      | Årskurs 1 |
| Grundskoleutbildning Primärskola                                                 | Grundskola Grundskolan År 7-16 (obligatorisk) | Grundskola Grundskolan År 7-16 (obligatorisk) | 2:an      | Årskurs 2 |
| Grundskoleutbildning Primärskola                                                 | Grundskola Grundskolan År 7-16 (obligatorisk) | Grundskola Grundskolan År 7-16 (obligatorisk) | 3:an      | Årskurs 3 |
| Grundskoleutbildning Primärskola                                                 | Grundskola Grundskolan År 7-16 (obligatorisk) | Grundskola Grundskolan År 7-16 (obligatorisk) | 4:an      | Årskurs 4 |
| Grundskoleutbildning Primärskola                                                 | Grundskola Grundskolan År 7-16 (obligatorisk) | Grundskola Grundskolan År 7-16 (obligatorisk) | 5:an      | Årskurs 5 |
| Grundskoleutbildning Primärskola                                                 | Grundskola Grundskolan År 7-16 (obligatorisk) | Grundskola Grundskolan År 7-16 (obligatorisk) | 6:an      | Årskurs 6 |
| Grundskoleutbildning Primärskola                                                 | Grundskola Grundskolan År 7-16 (obligatorisk) | Grundskola Grundskolan År 7-16 (obligatorisk) | 7:an      | Årskurs 7 |
| Grundskoleutbildning Primärskola                                                 | Grundskola Grundskolan År 7-16 (obligatorisk) | Grundskola Grundskolan År 7-16 (obligatorisk) | 8:an      | Årskurs 8 |
| Grundskoleutbildning Primärskola                                                 | Grundskola Grundskolan År 7-16 (obligatorisk) | Grundskola Grundskolan År 7-16 (obligatorisk) | 9:an      | Årskurs 9 |
| Gymnasieutbildning Sekundärskola                                                 | Gymnasieskola Gymnasieskolan År 16-19         | Gymnasieskola Gymnasieskolan År 16-19         | 1:an      | Årskurs 1 |
| Gymnasieutbildning Sekundärskola                                                 | Gymnasieskola Gymnasieskolan År 16-19         | Gymnasieskola Gymnasieskolan År 16-19         | 2:an      | Årskurs 2 |
| Gymnasieutbildning Sekundärskola                                                 | Gymnasieskola Gymnasieskolan År 16-19         | Gymnasieskola Gymnasieskolan År 16-19         | 3:an      | Årskurs 3 |
| Grundläggande högskoleutbildning (grundnivå & avancerad nivå) Högskoleutbildning | Universitet 2-5 år                            | Högskola 2-5 år                               | 1:an      | Årskurs 1 |
| Grundläggande högskoleutbildning (grundnivå & avancerad nivå) Högskoleutbildning | Universitet 2-5 år                            | Högskola 2-5 år                               | 2:an      | Årskurs 2 |
| Grundläggande högskoleutbildning (grundnivå & avancerad nivå) Högskoleutbildning | Universitet 2-5 år                            | Högskola 2-5 år                               | 3:an      | Årskurs 3 |
| Grundläggande högskoleutbildning (grundnivå & avancerad nivå) Högskoleutbildning | Universitet 2-5 år                            | Högskola 2-5 år                               | 4:an      | Årskurs 4 |
| Grundläggande högskoleutbildning (grundnivå & avancerad nivå) Högskoleutbildning | Universitet 2-5 år                            | Högskola 2-5 år                               | 5:an      | Årskurs 5 |
| Forskarutbildning (forskarnivå) Forskarutbildning                                | Universitet                                   | Högskola som har vetenskapsområde             | 1:a året  | 1:a året  |
| Forskarutbildning (forskarnivå) Forskarutbildning                                | Universitet                                   | Högskola som har vetenskapsområde             | 2:a året  |           |
| Forskarutbildning (forskarnivå) Forskarutbildning                                | Universitet                                   | Högskola som har vetenskapsområde             | 3:e året  |           |
| Forskarutbildning (forskarnivå) Forskarutbildning                                | Universitet                                   | Högskola som har vetenskapsområde             | 4:e året  |           |

Utbildningssystemet i Sverige börjar med en frivillig förskola från 1 års ålder, som många gånger används som barnomsorg, då alltfler barn i Sverige bor i familjer där båda föräldrarna arbetar. Allmän förskola erbjuds alla 3- och 5-åringar. Förskolan är en del av utbildningsväsendet och är sedan 1 juli 2011 en skolform. Förskoleklassen är en skolform som vänder sig till 6-åringar och ska vara en brygga mellan förskola och grundskola. Därefter tar den svenska 9-åriga obligatoriska grundskolan vid. Därefter finns en frivillig gymnasieskola som är inriktad på att antingen fortsätta studera eller lära sig ett yrke. Naturvetenskap och samhällsvetenskap är vanligt på de program som är inriktade på fortsatta studier.

### Förskola
Förskolan vänder sig till barn 1–5 år gamla. Kommunen är skyldig att erbjuda plats till barn vars föräldrar studerar eller förvärvsarbetar. Barnet har rätt att behålla platsen om föräldern blir arbetslös eller föräldraledig. Alla barn har rätt till avgiftsfri allmän förskola då de är 3–5 år gamla. Allmän förskola ska vara minst 525 timmar per år (15 timmar/vecka). Förskolan är reglerad i skollagen. Förskolan har sedan 1998 en läroplan Lpfö 98 som reglerar värdegrund, mål för undervisningen och ansvar för dem som arbetar i förskolan.

### Grundskola
Primärskolan, som i Sverige kallas grundskola, är allmän och belagd med skolplikt fram till årskurs 9, då eleven som regel är på sitt sextonde år. Skolplikten börjar höstterminen det kalenderår som barnet fyller 6; då börjar barn normalt i förskoleklass som kallas det 10:e skolåret. Grundskolan syftar till att ge behörighet till gymnasieskola, och saknar examen. Den kommunala grundskolan är gratis, och finansieras med kommunalskatt, men grundskolan regleras nationellt med 2011 års läroplan - Lgr11. Vid sidan av de kommunala skolorna, finns möjlighet för föräldrar att välja friskolor, som också måste följa läroplanen och som bekostas med skolpeng. För barn med särskilda behov finns särskolor och specialskolor. Ursprungsbefolkningen samer har en särskild skolform, sameskolan.
Vid sidan av att lära ut ämneskunskaper har grundskolan enligt lag en pedagogisk uppgift, bland annat i att fostra barn till de värden som samhället bygger på: människolivets okränkbarhet, individens frihet och rättighet, människors lika värde, jämställdhet mellan könen, och solidaritet med svaga och utsatta.
Betyg och betygsliknande omdömen får inte förekomma före årskurs 6. Betyg utdelas åtta gånger i grundskolan: vid slutet av höst- och vårterminerna i årskurserna 6–9. Slutbetyget används för ansökan till gymnasieskolan; för behörighet dit krävs godkänt i olika ämnen beroende på vilket program som söks, men det krävs alltid godkänt i ämnena svenska, matematik och engelska. Betygsskalan A–F, där F betyder "ej godkänt", D betyder att väsentliga delar av betygsnivån C har uppfyllts och B betyder att väsentliga delar av betygsnivån A har uppfyllts. Betygsskalan ersatte den tidigare betygsskalan med G (godkänt, VG (väl godkänt) och MVG (mycket väl godkänt), med införandeperiod 2011–2012.

### Gymnasieskola
Den svenska sekundärskolan är gemensam för teoretiska och praktiska utbildningar, och kallas gymnasieskola (se gymnasium för historisk bakgrund). Den är frivillig, men varje kommun har ansvar att följa upp de ungdomar under 20 år som inte studerar på gymnasieskola. Eleven väljer mellan program – 17 nationella program, ett stort antal lokala program, specialutformat program och det individuella programmet. Till skillnad från många andra länder saknar Sverige en formell studentexamen – i stället syftar gymnasieskolan till att ge grundläggande behörighet till högskola. Gymnasieutbildningen regleras i läroplanen för de frivilliga skolformerna Lpf 94.

### Högskola och universitet
Högskolan är eftergymnasial. Högskolan syftar till att ge akademisk examen. Universitet kallas de högskolor som bedriver forskarutbildning.

## Antagningsystemet
Antagningssystemet är den metodik som den ansvariga myndigheten använder för att välja ut de som får det begränsade antalet studieplatser som det finns på gymnasie- och högskolorna. Antagningspoäng är det antal poäng en sökande behöver ha med sig från tidigare utbildning för att antas till den nya utbildningen. Antagning till gymnasieskolan sker med högstadiebetyget medan antagning till högskola och universitet sker med ett mer komplicerat antagningssystem med olika urvalsgrupper. 

### Antagning till högskola och universitet
För att kunna bli antagen till högskola och universitet behöver man vara behörig. Behörig kan man bli genom att ha fullföljt en gymnasieutbildning men det finns även andra vägar till att bli behörig. Om det är fler behöriga sökande än det finns utbildningsplatser så väljs ett antal ut genom "urvalet". Urvalet sker genom att de med det högsta meritvärdet i ett antal olika urvalsgrupper väljs. De vanligaste urvalsgrupperna är gymnasiebetyget och resultat på högskoleprovet. 

## Vuxenutbildning
Under åren 1997-2002 genomfördes kunskapslyftet. Det var en statlig satsning på vuxenutbildning som främst riktades till arbetslösa som saknade treårig gymnasieutbildning. Kunskapslyftet erbjöd 110 000 utbildningsplatser vid komvux, folkhögskola, arbetsmarknadsutbildning, studieförbund och utbildningsföretag.
Kunskapslyftet har dessutom legat till grund för Facilaprogrammet i Portugal, ett program vars syfte är att förbereda lågutbildade för det omfattande valideringsprogrammet "Novas Oportunidades".

## Andra utbildningsformer
Se komvux, KY-utbildning och folkhögskola.

## Anpassning efter särskilda behov
Specialskola är en skola för döva och hörselskadade. Särskola är en skolform för elever med intellektuella funktionshinder. Se vidare specialundervisning.

## Resultat
Genom flera internationella mätningar (PISA, TIMMS, PIRLS och ICCS) jämförs den svenska skolan med utbildning i andra länder. Resultaten i den svenska skolan sjönk till ungefär år 2010 och har därefter förbättrats kraftigt. Justerat för invandringens effekter är (2022) den svenska grundskolan bäst i norden och bland de absolut bästa i världen. Skolforskaren Gabriel Heller Sahlgren, vid Institutet för Näringslivsforskning och London School of Economics, sade 2022 att man måste ta hänsyn till demografiska förändringar när man analyserar kvaliteten i den svenska skolan, och att "Sannolikt skulle vilket skolsystem som helst ha haft svårt att möta den invandring som Sverige har haft under de senaste decennierna." Han sade även att prestationsnivån för svenska högstadieelever med utländsk bakgrund är på identiska nivåer som motsvarande elevgrupp i Finland (se Simpsons paradox). Enligt Heller Sahlgren är det (2022) rimligt att anta att den ökade andelen elever i fristående skolor under det senaste decenniet är orsak till åtminstone en del av förbättringarna i internationella undersökningar.